# Basileuterus melanogenys
A Basileuterus melanogenys a madarak osztályának verébalakúak (Passeriformes) rendjébe és az újvilági poszátafélék (Parulidae) családjába tartozó faj.

## Rendszerezése
A fajt Spencer Fullerton Baird amerikai ornitológus írta le 1865-ben.

## Előfordulása
Panama és Costa Rica területén honos. Természetes élőhelyei a szubtrópusi és trópusi hegyi esőerdők. Állandó, nem vonuló faj.

## Alfajai
- Basileuterus melanogenys bensoni Griscom, 1927 - Panama
- Basileuterus melanogenys eximius Nelson, 1912 - Panama
- Basileuterus melanogenys melanogenys S. F. Baird, 1865 - Costa Rica

## Megjelenése
Testhossza 13,5 centiméter, testtömege 12 gramm.

## Életmódja
Rovarokkal és pókokkal táplálkozik.

## Természetvédelmi helyzete
Az elterjedési területe kicsi, egyedszáma ugyan csökken, de még nem éri el a kritikus szintet. A Természetvédelmi Világszövetség Vörös listáján nem fenyegetett fajként szerepel.